# Nykirke Station
Nykirke Station (Nykirke stasjon) var en jernbanestation på Vestfoldbanen, der lå i byområdet Nykirke i Horten kommune i Norge. 
Stationen blev åbnet sammen med banen 7. december 1881. Stationen blev nedgraderet til holdeplads 27. november 1969 og til trinbræt 1. januar 1971- Betjeningen med persontog ophørte 3. juni 1973, og 25. maj 1978 blev stationen nedlagt. I 2001 blev banen omlagt ved Nykirke, og navnet bruges siden da om et krydsningsspor på den omlagte strækning et stykke nordvest for den gamle station.
Stationsbygningen var opført i træ efter tegninger af Balthazar Lange. Det var en stationsbygning for mellem stationer af 3. klasse i stil med Eidanger, Lauve og Borre. Bygningen blev revet ned i 1989.